# Barrio Punta de Rieles
El barrio Punta de Rieles es un sector de la metrópoli de Santiago, la capital de Chile, considerado el centro cívico de la comuna de Macul, pues en él se ubican los principales servicios públicos, como la Municipalidad, el Registro Civil, el Banco del Estado de Chile, entre otras instituciones, además de un variado comercio. El barrio se estructura alrededor de las Avenidas Macul y Quilín, cuya intersección forma el centro del barrio.

## Historia
El barrio nace a comienzos del siglo XX, en el ese entonces sector rural de Macul, ubicado en la comuna de Ñuñoa, y que era el límite de la metrópoli de Santiago. 
El nombre del barrio deriva de que hasta la intersección de la Avenida Macul con la Avenida Quilín llegaba la línea N° 23 de los tranvías de Santiago, lugar en el cual se ubicaba la punta de rieles del servicio, el que se devolvía por el mismo recorrido hasta la Avenida Irarrázaval. 
Al principio el barrio mantenía características de una zona rural, pero con el crecimiento urbano de Santiago el sector fue urbanizado y se construyeron casas para la naciente clase media-baja. Luego de la separación de la comuna de Macul, en 1982, la Municipalidad fue instalada en el Palacio Vásquez, antiguamente el liceo N° 11. En la década de 1990, con la llegada de la democracia a Chile se construye la "Plaza Punta de Rieles" (que posee en su interior un monumento a Bernardo O'Higgins) y el edificio del Banco del Estado, también el Gimnasio Municipal de Macul y la piscina del club acuático de Macul. Se remodela el barrio instalándose bancas, luminarias y construyéndose el Edificio Cardenal Raúl Silva Henríquez, que alberga algunas dependencias municipales, el Registro Civil y la Junta Electoral. La Plaza Bernardo O´Higgins es rebautizada como Punta de Rieles, en homenaje al barrio. 
Actualmente el sector está sufriendo cambios producto de la construcción de nuevos edificios residenciales.

## Características e hitos urbanos
El barrio se encuentra en el cuadrante formado por las calles Los Olmos por el Norte, Exequiel Fernández por el Poniente, Brown Sur - Juan Guzmán Cruchaga por el Oriente y Coipue - Luis Valenzuela por el Sur.
El barrio se caracteriza por sus calles arboladas y amplias y por la presencia de varias casas clásicas de la década de 1950 y 1960 que le dan un estilo particular al barrio, también durante los últimos años se han construido edificios de altura. Destaca también el comercio en el eje de la Avenida Macul.
Calles y avenidas:
- Avenida Macul: la avenida más importante de la comuna, tanto por tráfico, como por su historia y por la cantidad de comercio que se ubica en ella.
- Avenida Ramón Cruz Montt: una de las avenidas más importantes de la comuna, conecta al barrio con el resto de la comuna, al igual que la avenida Macul.
- Los Olmos: marca el límite con la mítica población Santa Julia y con el sector de José Pedro Alessandri y la comuna de Ñuñoa.
- Los Plátanos: esta calle recibe el nombre ya que está rodeada de antiguos plátanos orientales que forman un túnel sobre la calle. En la esquina de esta calle con Macul está el Palacio Vásquez, actualmente el edificio consistorial.
- Mayor Abe.
- Luis Smith.
- Dorila Ravanal.
- Jorge Dzázopulos.
- Phillips.
- Las Madreselvas.
- Los Clarines.
- Santa Cristina.
- Coipué.
- Poeta Vicente Huidobro: conecta diagonalmente a la plaza Punta de Rieles con la plaza Padre Renns, núcleo de la Villa Macul. Recibe el nombre del poeta Vicente Huidobro, uno de los más célebres poetas chilenos.
- Armando Moock.
- Luis Valenzuela Aris.
- Premio Nobel: Esta calle que marca el límite oriente del barrio. Recibe el nombre del famoso premio instaurado por Alfred Nobel, químico sueco inventor de la dinamita y que donó su fortuna para acciones tendientes a lograr la paz mundial y la lucha por la no violencia.
- Enrique Barrenechea.
- Juan Guzmán Cruchaga.

Edificios
- Palacio Vásquez (también conocido como Castillo de Macul y Edificio Consistorial)
- Liceo Juana de Ibarborou.
- Banco del Estado de Chile.